# El Cedazo, Guanajuato
El Cedazo är en ort i Mexiko.   Den ligger i kommunen Apaseo el Alto och delstaten Guanajuato, i den centrala delen av landet, 190 km nordväst om huvudstaden Mexico City. El Cedazo ligger 1 896 meter över havet och antalet invånare är 195.
Terrängen runt El Cedazo är kuperad åt sydväst, men åt nordost är den platt. Runt El Cedazo är det ganska tätbefolkat, med 207 invånare per kvadratkilometer. Närmaste större samhälle är Apaseo el Alto, 1,8 km norr om El Cedazo. I omgivningarna runt El Cedazo växer huvudsakligen savannskog.